# Distrito de Pacaycasa
Pacaycasa, también conocido como Pacaicasa o Pacaiccasa (del quechua: Pakay qasa ‘nevado oculto’), es uno de los dieciséis distritos que conforman la provincia de Huamanga, ubicada en el departamento de Ayacucho, en el Perú.
Su capital, el pueblo de Pacaycasa, se halla en la margen derecha del río Opancay, afluente del Mantaro.

## Historia
Dentro de su jurisdicción se halla la cueva de Piquimachay, abrigo rocoso que forma parte del complejo arqueológico de Pacaicasa, célebre por las excavaciones de Richard MacNeish, donde creyó encontrar los artefactos líticos más antiguos del Perú, asociados a huesos de fauna extinguida (mastodontes, tigres dientes de sable, paleolamas). El, así nombrado, hombre de Pacaicasa fue considerado el más antiguo del Perú, con una datación de 20.000 a 17.500 a. C. En la actualidad se considera que este no existió ya que se ha desmentido que las piedras halladas sean creación humana, pues todo apunta a que son desprendimientos de la cueva. Sin embargo en la fase posterior, denominada fase Ayacucho (datada entre 15 781 y 14 886 a. C. aproximadamente), si habría evidencia de presencia humana.
Por otro lado, durante la época del arcaico Inferior (datado en 5000 a. C. aproximadamente) se han encontrado restos de lo que es considerado el primer hombre domesticador de Cuy en el antiguo Perú. Los habitantes durante este periodo practicaban el cultivo de la quinua y la calabaza.
También se encuentran los restos de la gran ciudad preincaica de Huari o Wari, capital de la cultura del mismo nombre, que habría albergado una población de 55.000 habitantes y fue el centro de un gran imperio panandino.
Otro sitio arqueológico es Tabla pampa, perteneciente a la cultura Huarpa.
Creado distrito por Ley 12562 del 26 de enero de 1956, en un principio estaba comprendido dentro de la provincia de Huanta, pero la Ley 24718 dispuso su traslado a su actual provincia.

## Atractivos turísticos naturales
- Hierba Buena (cañones).
- Tinco Pachancca (catarata)
- Valle de La Compañía y Pongora
- Wayllapampa (para turismo vivencial)
- Mirador Turístico de Pacaycasa

twice is life kiara

## Autoridades

### Municipales
- 2019 - 2022[2]
  - Alcalde: Fabián Cajamarca Núñez, de Qatun Tarpuy.
  - Regidores:

  1. Odilio Pedro Rojas Huamán (Qatun Tarpuy)
  2. Mery Núñez Mercado (Qatun Tarpuy)
  3. Pedro Canchari Anchi (Qatun Tarpuy)
  4. Carlos Roca Medina (Qatun Tarpuy)
  5. Alfredo Pillaca Janampa (Movimiento Regional Gana Ayacucho)

### Alcaldes
| N.º | Alcalde                       | Partido                                                             | Inicio del mandato | Fin del mandato |
| --- | ----------------------------- | ------------------------------------------------------------------- | ------------------ | --------------- |
| 1   | Máximo Morales Infante        |                                                                     | 1956               | -               |
| 1   | Julián Janampa Huamantinco    | Frente Popular Agrícola Fia del Perú                                | 1993               | 1995            |
| 2   | Félix Roberto Morales Janampa | L.I. Nro 21 Unidad y Progreso de Ayacucho Unión Vecinal de Ayacucho | 1996               | 1998            |
| 3   | Amador Garma Policarpo        | Movimiento Cívico Ayacucho                                          | 1999               | 2002            |
| 4   | Paulino Amao Nuñez            | Acción Popular                                                      | 2003               | 2006            |
| 5   | Paulino Amao Nuñez            | Acción Popular                                                      | 2007               | 2010            |
| 6   | Alberto Justo Quispe Antezana | Movimiento Independiente Regional Todos con Ayacucho                | 2011               | 2014            |
| 7   | Reinaldo Cuadros Aguado       | Alianza Renace Ayacucho                                             | 2015               | 2018            |